# Бугенвил (Сома)
Бугенвил (фр. Bougainville) насеље је и општина у североисточној Француској у региону Пикардија, у департману Сома која припада префектури Амјен.
По подацима из 2011. године у општини је живело 443 становника, а густина насељености је износила 43,39 становника/km². Општина се простире на површини од 10,21 km². Налази се на средњој надморској висини од 119 метара (максималној 128 m, а минималној 54 m).

## Демографија
| 1962. | 1968. | 1975. | 1982. | 1990. | 1999. | 2011. |
| ----- | ----- | ----- | ----- | ----- | ----- | ----- |
| 353   | 358   | 374   | 406   | 413   | 409   | 443   |

График промене броја становника у току последњих година